# Guragone
Guragone är ett australiskt språk som talades av 20 personer år 1991. Guragone talas i Nordterritoriet. Guragone tillhör de gunwingguanska språken.